# 대니얼 존스 (작곡가)
대니얼 존스(영어: Daniel Jones, OBE, 1912년 12월 7일 ~ 1993년 4월 23일)는 웨일스의 서양 고전 음악 작곡가이다.

## 서훈
- 1968년 대영 제국 훈장 4등급(OBE) 수훈[1]